# Le cœur a ses raisons (série télévisée)
 (juillet 2024).
La mise en forme du texte ne suit pas les recommandations de Wikipédia : il faut le « wikifier ».
Les points d'amélioration suivants sont les cas les plus fréquents. Le détail des points à revoir est peut-être précisé sur la page de discussion.
- Les titres sont pré-formatés par le logiciel. Ils ne sont ni en capitales, ni en gras.
- Le texte ne doit pas être écrit en capitales (les noms de famille non plus), ni en gras, ni en italique, ni en « petit »…
- Le gras n'est utilisé que pour surligner le titre de l'article dans l'introduction, une seule fois.
- L'italique est rarement utilisé : mots en langue étrangère, titres d'œuvres, noms de bateaux, etc.
- Les citations ne sont pas en italique mais en corps de texte normal. Elles sont entourées par des guillemets français : « et ».
- Les listes à puces sont à éviter, des paragraphes rédigés étant largement préférés. Les tableaux sont à réserver à la présentation de données structurées (résultats, etc.).
- Les appels de note de bas de page (petits chiffres en exposant, introduits par l'outil «  Source ») sont à placer entre la fin de phrase et le point final[comme ça].
- Les liens internes (vers d'autres articles de Wikipédia) sont à choisir avec parcimonie. Créez des liens vers des articles approfondissant le sujet. Les termes génériques sans rapport avec le sujet sont à éviter, ainsi que les répétitions de liens vers un même terme.
- Les liens externes sont à placer uniquement dans une section « Liens externes », à la fin de l'article. Ces liens sont à choisir avec parcimonie suivant les règles définies. Si un lien sert de source à l'article, son insertion dans le texte est à faire par les notes de bas de page.
- La présentation des références doit suivre les conventions bibliographiques. Il est recommandé d'utiliser les modèles {{Ouvrage}}, {{Chapitre}}, {{Article}}, {{Lien web}} et/ou {{Bibliographie}}. Le mode d'édition visuel peut mettre en forme automatiquement les références.
- Insérer une infobox (cadre d'informations à droite) n'est pas obligatoire pour parachever la mise en page.

Pour une aide détaillée, merci de consulter Aide:Wikification.
Si vous pensez que ces points ont été résolus, vous pouvez retirer ce bandeau et améliorer la mise en forme d'un autre article.
Pour les articles homonymes, voir Le cœur a ses raisons.
Le cœur a ses raisons est un téléroman parodique québécois en 39 épisodes de 22 minutes, créé par Marc Brunet, produit et distribué par Zone3 et diffusé du 3 février 2005 au 3 décembre 2007 sur le réseau TVA. Son titre provient d'une citation des Pensées de Pascal : « Le cœur a ses raisons que la raison ne connaît point ». La série est distribuée dans le monde anglophone sous le nom Sins of Love (« Les Péchés de l’amour »).
En France, le feuilleton est diffusé du 24 mars 2008 au 23 mai 2010 sur NRJ 12 avec des interruptions et rediffusions, puis sur MCM depuis le 1er janvier 2010. En Belgique, la série est diffusée depuis septembre 2010 sur Plug RTL.
Une adaptation polonaise de la série, nommée Grzeszni i Bogaci (« Les pécheurs et les riches »), est diffusée en 2009 par la chaîne TVN. Cette adaptation s'arrête après seulement quatre épisodes en raison de trop faibles audiences.

## Synopsis
Doug Montgomery, un magnat des produits de beauté, est retrouvé mort dans son luxueux manoir de Saint-Andrews. Son fils favori Brett, qui avait renoncé à diriger l'entreprise familiale pour pratiquer la médecine, s'oppose alors à son frère jumeau, Brad, qui veut, quant à lui, reprendre le contrôle de la société.
Lors d'un souper au restaurant, la fiancée de Brett, Criquette Rockwell, est victime d'une tentative de meurtre, une balle de revolver venant se loger dans sa généreuse poitrine. Surgissent Ashley, sa sœur jumelle jusqu'ici inconnue de tous, et Peter Malboro, un policier rebelle aux méthodes peu orthodoxes. C'est en usurpant l'identité de sa sœur jumelle lors des funérailles de Doug qu'Ashley tentera, sans grand succès, de découvrir l'identité de l'assaillant de Criquette.
La lecture du testament de Doug fait naître de fortes tensions entre les membres de la famille, ce qui mène la compagnie dans une situation très préoccupante. On apprend que Brad est marié avec Becky Walters, la présidente d'une société concurrente et créatrice de la crème de beauté « Lady Coquette ». Ensemble, ils ont un fils de couleur, le petit Chris, et ce malgré la stérilité de Brad (séquelle d'un pantalon trop serré lors d'un concours de disco).
Le 28 avril 2005, la ville de Saint-Andrews est touchée par un énorme tremblement de terre qui fait s'abattre des poutres sur chacun des personnages et clôt ainsi la première saison. Le suspense dure jusqu'au 30 janvier 2006, où on découvre qui a survécu et qui est mort à la suite du séisme.
Ensuite, le téléspectateur vit au gré des tragédies et des découvertes de Saint-Andrews, comme la pénurie de pichets, l'arrivée de Brenda, sœur jumelle de Brett et Brad, et l'annonce de la survie au tremblement de terre de Becky Walters, du révérend MacDougall (resté tout ce temps sous le tapis du salon), de Brett Montgomery, enterré vivant par son frère Brad qui a feint de perdre ses deux bras pour recevoir une compensation des assurances, et d'un crash d'avion complètement imprévu. Finalement, Brenda prend possession de la Montgomery International, mais explose dans l'émission spéciale de Noël tournée au beau milieu du mois d'avril, épisode durant lequel Brett dira fort à propos que « la logique et le bon sens n'ont pas de place dans cette maison ».
La troisième saison débute avec l'accouchement de Criquette et l'enlèvement de son enfant, Doug-Doug. Plusieurs retours en arrière se succèdent afin d'expliquer comment l'incendie qui a rasé le somptueux manoir des Montgomery a peut-être eu raison de Ridge et nous fait découvrir le testament de Brenda. Criquette commence à soupçonner que Brett la trompe pour ensuite découvrir que sa maîtresse n'est nulle autre qu'Ashley. En réalité, Brett ne trompe pas Criquette avec Ashley mais la voit pour la réunion du « Commando d'agents spéciaux dont la mission est de combattre le terrorisme à Saint-Andrews » qui réunit Brett, Ashley, Lewis (répondant en tant qu'agent spécial au nom de « Mystérieux Ramakar », mais préférant qu'on le prononce « Ramakoir »), Madge et Bo. Ce commando a été formé pour retrouver Doug-Doug. Il est finalement retrouvé, puis apparaît Clifford Montgomery, le grand-père de Brett, Brad et Brenda. Ce dernier, lors d'une soirée de bal au manoir, brise la malédiction des Montgomery, mais révèle également l'identité de la vraie mère des enfants Montgomery, qui n'est autre que Madge, ce qui conclut la saison et de fait la série.

## Famille Montgomery
|  |  |             |             |             |             |                  |                  |                  |                  |                  |                  |                             |                             |                             |                             | Clifford Montgomery         | Clifford Montgomery         | Clifford Montgomery | Clifford Montgomery | Clifford Montgomery | Clifford Montgomery |                 |                 | {{{? }}}          | {{{? }}}          | {{{? }}}          | {{{? }}}          | {{{? }}}          | {{{? }}}          |                  |                  |                  |                  |                      |                      |                      |                      |                      |                      |                    |                    |                    |                    |  |  |                 |                 |                 |                 |                 |                 |  |  |               |               |               |               |               |               |  |  |               |               |               |               |               |               |  |  |  |  |
|  |  |             |             |             |             |                  |                  |                  |                  |                  |                  |                             |                             |                             |                             | Clifford Montgomery         | Clifford Montgomery         | Clifford Montgomery | Clifford Montgomery | Clifford Montgomery | Clifford Montgomery |                 |                 | {{{? }}}          | {{{? }}}          | {{{? }}}          | {{{? }}}          | {{{? }}}          | {{{? }}}          |                  |                  |                  |                  |                      |                      |                      |                      |                      |                      |                    |                    |                    |                    |  |  |                 |                 |                 |                 |                 |                 |  |  |               |               |               |               |               |               |  |  |               |               |               |               |               |               |  |  |  |  |
|  |  |             |             |             |             |                  |                  |                  |                  |                  |                  |                             |                             |                             |                             |                             |                             |                     |                     |                     |                     |                 |                 |                   |                   |                   |                   |                   |                   |                  |                  |                  |                  |                      |                      |                      |                      |                      |                      |                    |                    |                    |                    |  |  |                 |                 |                 |                 |                 |                 |  |  |               |               |               |               |               |               |  |  |               |               |               |               |               |               |  |  |  |  |
|  |  |             |             |             |             |                  |                  |                  |                  |                  |                  | Crystale Bouvier-Montgomery | Crystale Bouvier-Montgomery | Crystale Bouvier-Montgomery | Crystale Bouvier-Montgomery | Crystale Bouvier-Montgomery | Crystale Bouvier-Montgomery |                     |                     | Doug Montgomery     | Doug Montgomery     | Doug Montgomery | Doug Montgomery | Doug Montgomery   | Doug Montgomery   |                   |                   | Madge             | Madge             | Madge            | Madge            | Madge            | Madge            |                      |                      |                      |                      | Doug Rockwell        | Doug Rockwell        | Doug Rockwell      | Doug Rockwell      | Doug Rockwell      | Doug Rockwell      |  |  | {{{? }}}        | {{{? }}}        | {{{? }}}        | {{{? }}}        | {{{? }}}        | {{{? }}}        |  |  |               |               |               |               |               |               |  |  |               |               |               |               |               |               |  |  |  |  |
|  |  |             |             |             |             |                  |                  |                  |                  |                  |                  | Crystale Bouvier-Montgomery | Crystale Bouvier-Montgomery | Crystale Bouvier-Montgomery | Crystale Bouvier-Montgomery | Crystale Bouvier-Montgomery | Crystale Bouvier-Montgomery |                     |                     | Doug Montgomery     | Doug Montgomery     | Doug Montgomery | Doug Montgomery | Doug Montgomery   | Doug Montgomery   |                   |                   | Madge             | Madge             | Madge            | Madge            | Madge            | Madge            |                      |                      |                      |                      | Doug Rockwell        | Doug Rockwell        | Doug Rockwell      | Doug Rockwell      | Doug Rockwell      | Doug Rockwell      |  |  | {{{? }}}        | {{{? }}}        | {{{? }}}        | {{{? }}}        | {{{? }}}        | {{{? }}}        |  |  |               |               |               |               |               |               |  |  |               |               |               |               |               |               |  |  |  |  |
|  |  |             |             |             |             |                  |                  |                  |                  |                  |                  |                             |                             |                             |                             |                             |                             |                     |                     |                     |                     |                 |                 |                   |                   |                   |                   |                   |                   |                  |                  |                  |                  |                      |                      |                      |                      |                      |                      |                    |                    |                    |                    |  |  |                 |                 |                 |                 |                 |                 |  |  |               |               |               |               |               |               |  |  |               |               |               |               |               |               |  |  |  |  |
|  |  |             |             |             |             |                  |                  |                  |                  |                  |                  |                             |                             |                             |                             |                             |                             |                     |                     |                     |                     |                 |                 |                   |                   |                   |                   |                   |                   |                  |                  |                  |                  |                      |                      |                      |                      |                      |                      |                    |                    |                    |                    |  |  |                 |                 |                 |                 |                 |                 |  |  |               |               |               |               |               |               |  |  |               |               |               |               |               |               |  |  |  |  |
|  |  | Brock Steel | Brock Steel | Brock Steel | Brock Steel | Brock Steel      | Brock Steel      |                  |                  | Becky Walters    | Becky Walters    | Becky Walters               | Becky Walters               | Becky Walters               | Becky Walters               |                             |                             | Brad Montgomery     | Brad Montgomery     | Brad Montgomery     | Brad Montgomery     | Brad Montgomery | Brad Montgomery | Brenda Montgomery | Brenda Montgomery | Brenda Montgomery | Brenda Montgomery | Brenda Montgomery | Brenda Montgomery | Brett Montgomery | Brett Montgomery | Brett Montgomery | Brett Montgomery | Brett Montgomery     | Brett Montgomery     |                      |                      | Criquette Rockwell   | Criquette Rockwell   | Criquette Rockwell | Criquette Rockwell | Criquette Rockwell | Criquette Rockwell |  |  | Ashley Rockwell | Ashley Rockwell | Ashley Rockwell | Ashley Rockwell | Ashley Rockwell | Ashley Rockwell |  |  | Peter Malboro | Peter Malboro | Peter Malboro | Peter Malboro | Peter Malboro | Peter Malboro |  |  | Pétèr Malboro | Pétèr Malboro | Pétèr Malboro | Pétèr Malboro | Pétèr Malboro | Pétèr Malboro |  |  |  |  |
|  |  | Brock Steel | Brock Steel | Brock Steel | Brock Steel | Brock Steel      | Brock Steel      |                  |                  | Becky Walters    | Becky Walters    | Becky Walters               | Becky Walters               | Becky Walters               | Becky Walters               |                             |                             | Brad Montgomery     | Brad Montgomery     | Brad Montgomery     | Brad Montgomery     | Brad Montgomery | Brad Montgomery | Brenda Montgomery | Brenda Montgomery | Brenda Montgomery | Brenda Montgomery | Brenda Montgomery | Brenda Montgomery | Brett Montgomery | Brett Montgomery | Brett Montgomery | Brett Montgomery | Brett Montgomery     | Brett Montgomery     |                      |                      | Criquette Rockwell   | Criquette Rockwell   | Criquette Rockwell | Criquette Rockwell | Criquette Rockwell | Criquette Rockwell |  |  | Ashley Rockwell | Ashley Rockwell | Ashley Rockwell | Ashley Rockwell | Ashley Rockwell | Ashley Rockwell |  |  | Peter Malboro | Peter Malboro | Peter Malboro | Peter Malboro | Peter Malboro | Peter Malboro |  |  | Pétèr Malboro | Pétèr Malboro | Pétèr Malboro | Pétèr Malboro | Pétèr Malboro | Pétèr Malboro |  |  |  |  |
|  |  |             |             |             |             |                  |                  |                  |                  |                  |                  |                             |                             |                             |                             |                             |                             |                     |                     |                     |                     |                 |                 |                   |                   |                   |                   |                   |                   |                  |                  |                  |                  |                      |                      |                      |                      |                      |                      |                    |                    |                    |                    |  |  |                 |                 |                 |                 |                 |                 |  |  |               |               |               |               |               |               |  |  |               |               |               |               |               |               |  |  |  |  |
|  |  |             |             |             |             | Chris Montgomery | Chris Montgomery | Chris Montgomery | Chris Montgomery | Chris Montgomery | Chris Montgomery |                             |                             |                             |                             |                             |                             |                     |                     |                     |                     |                 |                 |                   |                   |                   |                   |                   |                   |                  |                  |                  |                  | Doug-Doug Montgomery | Doug-Doug Montgomery | Doug-Doug Montgomery | Doug-Doug Montgomery | Doug-Doug Montgomery | Doug-Doug Montgomery |                    |                    |                    |                    |  |  |                 |                 |                 |                 |                 |                 |  |  |               |               |               |               |               |               |  |  |               |               |               |               |               |               |  |  |  |  |

## Personnages principaux
- Brett Montgomery (Marc Labrèche) : médecin (plus tard gynécologue, mais également chirurgien ou encore pédiatre) de l'hôpital de Saint-Andrews, acrobate, gentleman, gymnaste, philatéliste amateur, fiancé de Criquette, éditeur du magazine Cochonne du jour et aîné de la famille Montgomery, il a le sens de la famille. Il forme un couple très romantique avec Criquette. Parmi ses péripéties, il ira aider les démunis en Afrique (son égérie publicitaire s'appelle « le petit Boubou ») et sera enterré vivant avant de s'en sortir grâce à son « fourre-tout viril ». Sa phrase fétiche est « Bon Dieu ! » Il fait partie du « Commando d'agents spéciaux dont la mission est de combattre le terrorisme à Saint-Andrews ». Ses passe-temps sont la collection de poupées de porcelaine et la pratique du karaté.

- Brad Montgomery (Marc Labrèche) : frère jumeau moustachu de Brett, vil filou, playboy milliardaire et époux de Becky, il tente en vain de prendre la tête de l'entreprise familiale, la Montgomery International. Il a perdu son moyen de reproduction lors d'un concours de disco et a fait semblant de perdre ses bras dans le tremblement de terre de Saint-Andrews mais avait en fait les mains dans ses poches. Il devient maire de Saint-Andrews dans la troisième saison en gagnant aux élections contre Becky Walters, Coucou le clown qui avait la tête prise dans un derrière de cervidé et Le Buisson.

- Brenda Montgomery (Marc Labrèche) : sœur jumelle de Brett et Brad, mannequin internationale, fiancée de Bo Bellingsworthhhh, télépathe. Aimant qu'on l'appelle « Brendaaaah », détestant le mensonge ainsi que les gens qui font « Youhou ! » dans les aéroports, ses hobbies sont la beauté, la sensualité et le bowling. Elle apparaît à partir de la deuxième saison. Ses désirs les plus chers sont manger du pudding et diriger la Montgomery International, dont elle s'emparera d'ailleurs avant d'exploser après s'être fait allumer une cigarette par Bo Bellingsworthhhh en étant ivre d'alcool lors de l'émission de Noël au mois d'avril dirigée par Criquette. Elle aime martyriser Madge. Elle réapparaît dans la troisième saison, où l'on apprend qu'elle a survécu en étant propulsée hors du manoir, mais que l'accident a fait d'elle une jeune immigrante amnésique en recherche d'emploi. Elle cherche désespérément l'amour de sa mère, Crystale, qui l'a abandonnée à sa naissance dans une écurie où elle a été élevée en tant que jument car elle était jalouse de sa beauté. Elle devient bonne sœur à la fin de la série, mais semble abandonner cette condition à la fin du dernier épisode.

- Clifford Montgomery (Marc Labrèche) : grand-père de Brett, Brad et Brenda. Cet ancien joueur de maracas, qui réside maintenant à Miami, en Floride, est anglophone de naissance et parle quelques mots en français avec un accent très prononcé. Il est invité chez les Montgomery à l'avant-dernier épisode de la saison 3 où il brisera la malédiction des Montgomery.

- Criquette Rockwell (Anne Dorval) : semi-célébrité, ex-reportrice, femme d'affaires, mère en devenir, future femme de médecin, sœur d'infirmière explosée, directrice de la programmation de la station de télévision de St-Andrews, déséquilibrée hormonale, artiste de vaudeville hors pair, ex-championne de saut olympique, ex-chanteuse de piano-bar pour les malentendants, légende du petit écran, spécialiste en imitation de licorne, support à lunettes et hystérique notoire. Elle parle couramment italien. Il arrive parfois à Criquette de téléphoner avec des objets autres qu'un téléphone (avec une chaussure, une boussole ou encore un stylo) et d'écrire avec un faisan empaillé. Elle aime aider les autres et battre les bonnes (on la voit d'ailleurs souvent maltraiter Madge). Fiancée de Brett Montgomery.

- Ashley Rockwell (Anne Dorval) : sœur jumelle de Criquette, infirmière diplômée, amoureuse de Peter, puis de son frère jumeau Pétèr après la mort de Peter. Ashley cherche constamment à aider les autres, même si cela tourne souvent à la catastrophe. Elle aime beaucoup sa sœur Criquette, bien qu'elles semblent incapables d'entretenir une conversation de plus de trente secondes et qu'elles ne se sont plus parlé pendant des années car elles ont porté la même robe pour aller à une soirée. Elle fait partie du « Commando d'agents spéciaux dont la mission est de combattre le terrorisme à Saint-Andrews ». C'est une jeune femme qui donnerait tout pour les gens qu'elle aime. Elle est particulièrement naïve. Comme le dit Brett, son bon sens est toujours inversement proportionnel à son enthousiasme. Elle répète (parfois en hurlant) « Maracas ! » lorsque Peter essaie de lui confier le secret de la malédiction des Montgomery. Bo la qualifie de déesse. Elle a inventé une thérapie sophistiquée permettant aux gens n'ayant pas de bras d'en avoir.

- Crystale Bouvier-Montgomery (Sophie Faucher) : mère de Brett, Brad et Brenda, bien qu'elle ne s'en souvienne presque jamais ; elle est souvent frappée d'amnésie. Héritière milliardaire, ancienne alcoolique, super modèle et archéologue. En outre, elle aurait passé dix ans dans un bordel de Calcutta après avoir répondu à un appel téléphonique ou dit allô comme elle le dit. Étant donné son intoxication de Botox au visage, elle n'a aucune expression faciale, on l'a qualifiée de « milliardaire momifiée » dans son émission Au secours vous êtes laide. Dans le dernier épisode, Clifford annonce qu'elle n'est pas la véritable mère des triplés.

- Ridge Taylor (Pierre Brassard) : journaliste, bellâtre télévisuel, présentateur du JT Info Action 24/7 (qu'il nomme Info Action 24 barre oblique 7), alcoolique violent, déficient érectile, talentueux patineur artistique (il explique cela par le fait qu'il a déjà eu une relation homosexuelle), citoyen concerné et ex-fiancé de Criquette. Fiancé à Megan, il tente cependant toujours de reconquérir Criquette. On le voit souvent manipuler la poitrine de Criquette. Il simule la maladie mentale pendant quelques épisodes de la saison 3 en répétant « Haggueeehh ! ».

- Becky Walters (Pascale Bussières) : créatrice de la crème de beauté « Lady Coquette » et meurtrière, épouse de Brad et mère du petit/de la petite Chris, son hobby consiste à assassiner Criquette Rockwell. Elle est le personnage le plus sombre de la série, toujours à manigancer un plan malveillant. Arborant en permanence un air blasé et consterné, elle semble avoir la faculté d'apparaître n'importe où, tant que la caméra ne cadre pas le bas de l'image. Selon Crystale Bouvier, elle se nommerait Jessica. Il semble qu'elle ait une relation avec Coucou le clown et qu'elle soit devenue alcoolique à la fin de la série.

- Peter Malboro (James Hyndman) : policier rebelle aux méthodes peu orthodoxes et fiancé d'Ashley. Il est mort à la suite du tremblement de terre qui a conclu la saison 1. Lors de la saison 2, il devient le spectre d'amour d'Ashley.

- Pétèr Malboro (James Hyndman) : frère jumeau du précédent. La prononciation de son prénom est presque identique. Il n'a qu'une seule différence avec son frère jumeau : il coiffe sa frange à gauche. Lui et son frère ne sortaient jamais en même temps car ils partageaient leur vêtements. Contrairement à son frère jumeau, Pétèr est un homme d'action, avec lui, il faut que ça bouge. Il est très mauvais en orthographe.

- Megan Barrington-Montgomery (Macha Grenon) : ex-femme de Brett, journaliste remplaçante de Criquette, nouvelle fiancée de Ridge et droguée renommée. De tous les personnages de la série, Megan est celle qui possède le moins de jugement. Elle est l'exemple parfait de la « jolie potiche ». Elle est très copine avec Ashley et présente notamment l'émission Megan tient un micro devant quelqu'un de connu.

- Britany Jenkins (Élise Guilbault) : 72e meilleure détective privée de Saint-Andrews, ex-fiancée de Brad. Durant les deux premières saisons, elle meurt sans arrêt, mais ressuscite toujours. Elle acquiert des pouvoirs psychiques depuis un accident et prédit que quelque chose de mal arrivera à Brad : on le tuera… et la saucisse de son sandwich tombera, tout ceci alors qu'il prononcera son discours d'investiture. Elle quitte souvent une pièce en faisant une acrobatie. Le personnage de Britany est une référence (rousse, coiffure quasi similaire, sportive, détective, combattante…) à Emma Peel.

- Révérend MacDougall (Jean-Michel Anctil) : conseiller spirituel des Montgomery, bon chanteur (il explique ça par la castration), spécialiste en médiation de couples en crise et ceinture noire de karaté. Il semble souffrir de flatulences intempestives. Le révérend a horreur de la violence ; il rêve que la paix dans le monde soit un jour instaurée.

- Madge (Michèle Deslauriers) : bonne, souffre-douleur et moyen de transport occasionnel de la famille Montgomery ainsi qu'ex-système d'alarme dans une bijouterie. La famille la prend parfois pour une vieille fille, souvent pour une dépravée, elle est parfois qualifiée de laide ou comme le dit Brenda, de « déficiente esthétique », « amputée de beauté » ou « une jolie extra-light ». Criquette la voit parfois en confidente, mais plus souvent en plante verte. Une tradition de Noël chez les Montgomery consiste à la lancer dans le sapin. D'après Clifford Montgomery, elle serait la véritable mère des triplés Montgomery. Meilleure amie de Criquette tant qu'il n'y a personne d'autre dans la pièce. Elle fait partie aussi du « Commando d'agents spéciaux dont la mission est de combattre le terrorisme à Saint-Andrews » sous le nom de « La panthère au plumeau d'or ».

- Lewis (Patrice Coquereau) : maître d'hôtel au Royal Coconut Grill Club. Il considère qu'il a raté sa vie puisqu'il a un doctorat en philosophie et une maîtrise en danses africaines, mais il est toujours maître d'hôtel. Il a tenté de se suicider à la mort de sa mère il y a vingt ans. Il est considéré comme un ami des Montgomery. Il fait partie du « Commando d'agents spéciaux dont la mission est de combattre le terrorisme à Saint-Andrews » sous le nom de « Le mystérieux Ramakar » (qu'il faut prononcer « ramakoir »).

- Bo Bellingsworthhhh (Stéphane Rousseau) : ex-photographe de mode, conseiller médiatique, spécialiste en image et aventurier. Il a horreur qu'on lui parle des femmes depuis qu'il a été trahi par une très belle femme ou une femme trans post-opératoire. Ex-fiancé de Criquette Rockwell, il a depuis une relation avec Brenda. Il fait partie du « Commando d'agents spéciaux dont la mission est de combattre le terrorisme à Saint-Andrews ».

- Drucilla Fleishman (Lise Dion) : pseudo-infirmière diplômée, ex-fiancée de Brett, directrice de campagne de Brad et « bombe sexuelle » comme elle se définit. Elle est tombée sous le charme de Brad, pour qui elle organise la campagne électorale sur le thème des cheveux. Des beaux cheveux.

## Personnages secondaires
- Melody Babcock (Guylaine Tremblay) : avocate de la Montgomery International, elle a eu une aventure avec Brett lors d'une foire agricole.

- Brock Steel (Anthony Kavanagh) : médecin, un temps collègue de Brett et amant de Becky, qu'il a rencontrée aux Olympiques. Père de Chris, de toute évidence.

- Petit Boubou : jeune Africain pris en affection par Brett Montgomery pendant son périple d'aide humanitaire, mais semblant indifférent à tous ceux qui l'entourent.

- Brooke Gallaway (Annie Dufresne) : administratrice de l'hôpital de Saint-Andrews.

- Doug Montgomery (Albert Millaire) : créateur de la Montgomery International et père de Brett, Brad et Brenda, ex-époux de Crystale. On ne le voit que dans le premier épisode de la saison 1, où il meurt, ce qui débute l'intrigue de la série.

- Bat Wilson (Patrick Huard) : commandant de bord et ex-fiancé de Criquette. Il maîtrise aussi le ballet jazz. D'après lui, il n'est coupable que d'un seul vol, le vol… du cœur de Criquette.

- Googie MacPherson (Isabelle Boulay) : hôtesse de l'air et ex-fiancée de Brett que ce dernier abandonna à l'église. On la voit une fois dans l'avion alors qu'il vole en direction du supermarché de Saint-Andrews.

- Le p'tit Chris/La p'tite Chris : fils (noir), à l'origine, de Becky et de Brad (officiellement). On soupçonne que son vrai père ne soit Brock, l'amant de Becky. En grandissant, le fils de Becky et de Brad s'est inexplicablement transformé en fillette blanche.

- Doug-Doug : fils de Criquette et Brett Montgomery, le petit dernier des Montgomery, possédé par le démon, ce même démon dont le délivrera Clifford en le prenant tout simplement dans ses bras et en lui faisant faire son rot, est très fréquemment utilisé par ses parents comme arme contondante. Doug-Doug, formé du prénom de ses deux grand-pères, n'est qu'un diminutif de son nom complet, qui est Doug-Doug Skippy Bob Dracula Perceval Trevor Ricky Jack Lancelot Baby Bat Benny Benny Bo Benny Bananana Bo Benny Benny Bo Benny Montgomery-Rockwell.

- Flatsy : fidèle Golden Retriever des Montgomery, cette chienne a la faculté d'utiliser le téléphone, de faire des doigts d'honneur, de conduire une voiture et de se faire comprendre des Montgomery.

- Coucou le clown : lors de ses premières apparitions, il avait « la tête coincée dans le derrière d'un cervidé ». Il s'est présenté aux élections de Saint-Andrews contre Brad, Becky et Le Buisson. Joué par l'acteur Pierre Brassard (cité dans le générique) qui joue Ridge Taylor, et le figurant Mathieu Bourbonnais (épisode 30).

- Le Buisson : un buisson qui s'est présenté aux élections de Saint-Andrews mais qui dut renoncer, car on a découvert qu'il avait été butiné par une abeille d'âge mineur.

- Œil de feu : chargé de retrouver Criquette, cet aigle (que l'on aperçoit dans le générique d'ouverture) retrouve la guitare de Brett.

## Fiche technique
- Scénario, dialogues et mise en scène : Marc Brunet
- Conseillers à la scénarisation : Émile Gaudreault et Josée Fortier
- Réalisation : Alain Chicoine et Sophie Morasse
- Assistante à la réalisation : Chantal Gagnon
- Musique originale : Jean St-Jacques
- Productrice : Josée Fortier
- Producteurs exécutifs : Michel Bissonnette, Paul Dupont-Hébert, André Larin, Vincent Leduc
- Société de production : Zone 3

## Lieux de la série
- Manoir des Montgomery : manoir de Brett, Brad, Becky, Brenda et Crystal Montgomery ainsi que de Criquette Rockwell, Madge, Doug-Doug et Le p'tit Chris.
- Le Royal Coconut Grill Club : seul restaurant de Saint-Andrews, lieu de travail du serveur Lewis.
- Télé de Saint-Andrews : studio de télévision où le présentateur Ridge Taylor y fait son journal et que les émissions TV comme le Téléthon Enfant pouilleux ou Nommez un chiffre de 1 à 10 sont réalisées. Megan Barrington-Montgomery y travaille également. Criquette a tenté de se pendre dans les studios mais fut interrompue par Ridge.
- Hôpital de Saint-Andrews : hôpital où travaille Brett Montgomery, Brooke Gallaway, Brock Steel (temporairement), Ashley Rockwell et Drucilla Fleishman qui fut par la suite renvoyée faute de diplôme
- Port de Saint-Andrews : lieu où Ridge est pourchassé dans la saison 3.
- Studio d'enregistrement de Saint-Andrews : lieu où est enregistré l'hymne Les Pichets de l'amour pour remédier à la pénurie de pichets dans l'épisode 4 de la saison 2.
- Jungle d'Afrique : Brett y est allé pour des raisons humanitaires et Criquette l'a rejoint plus tard. Britany y meurt dans des sables mouvants avant de revenir au manoir des Montgomery dans l'épisode de Noël.
- Désert : lieu où Brett, Criquette ainsi que Lewis s'écrasent alors qu'ils étaient dans un avion à destination du centre commercial de Saint-Andrews dans l'épisode 12. On y trouve des photos de chameaux.
- Pôle Nord : lieu où Britany et Brett vont chercher Becky Walters. Britany y meurt tuée par une carotte puis par un ours polaire dans la cave de l'igloo de Becky, ce qui, dans la tradition Inuit, selon Becky, signifie qu'une femme à lunettes est enceinte.
- La Falaise de la Mort : lieu où Criquette est tombée et a rencontré une jeune tyrolienne qu'elle finira par traiter de s*****. La falaise n'est probablement pas loin du désert. On peut aussi noter qu'on y trouve Les Toilettes de la Mort et Le Kiosque de souvenirs de la Mort.
- L'opéra de Saint-Andrews : lieu où Criquette Rockwell a chanté un opéra avec Brad Montgomery, opéra intitulé « un vetro di aqua » traduit par « le verre d'eau » selon eux.

## Émissions diffusées à Saint-Andrews
- Info-Action 24/7 : journal télévisé animé par Ridge Taylor. Son titre se prononce « Info-Action vingt-quatre barre oblique sept ». L'émission a pour journaliste Criquette Rockwell pendant la première saison. Cependant, elle se fait renvoyer lors de la deuxième saison. C'est alors que Megan prend la relève. (Diffusé lors de plusieurs épisodes)
- SUPER MEGA ULTRA BINGO BONGO LOTO : Tirage des 4 nombres du loto, présenté habituellement par Criquette. Brett la remplace, cependant, lorsque Criquette est à l'hôpital. (Diffusé lors de l’épisode 3 de la saison 1)
- Téléthon Enfants Pouilleux : présenté par Criquette. (Diffusé lors de l’épisode 5 de la saison 1)
- Megan tient un micro devant quelqu'un de connu : comme son titre le dit, cette capsule est animée par Megan Barrington-Montgomery. Elle y interviewe des personnes connues, telles que Becky Walters ou Brenda Montgomery. (Diffusé lors de plusieurs épisodes)
- Nommez un chiffre de 1 à 10 : quiz télévisé dont le but est de nommer un chiffre entre 1 et 10. Cette émission fut retirée des ondes pour cause d’idiotie. En effet, aucune des deux équipes n’a réussi à nommer une bonne réponse, et ce, malgré le fait que les participants avaient le droit d’utiliser la calculatrice. (Diffusé lors de l’épisode 5 de la saison 2)
- Caméra coquine : émission animée par Criquette où l’on piège des gens. Lewis et Madge ont été dupés lors des diffusions de cette émission. Émission qui a permis à Criquette de devenir la directrice de la station de télévision de St-Andrews (Diffusé lors des épisodes 7 et 8 de la saison 2)
- Brett et Criquette autour du monde : émission de voyages dans laquelle Brett et, sa fiancée, Criquette parlent, entre autres, de leur voyage au centre commercial. À la fin de la diffusion, on annonce qu’il n’y aura jamais de coffret DVD. (Diffusé lors de l’épisode 8 de la saison 2)
- La dictée de Brett : émission dans laquelle Brett dicte des phrases et invite ses téléspectateurs à les écrire. Brett prend toujours la peine de prononcer très précisément chaque mot. (Diffusé lors de l’épisode 9 de la saison 2)
- De fil en aiguille avec Brett : émission de couture dont Brett Montgomery est l’animateur. Malheureusement, l’émission fut retirée juste après que Brett a dit "Bonjour" en raison de trop faibles cotes d’écoute. (Diffusé lors de l’épisode 11 de la saison 2)
- Au secours vous êtes laide : émission animée par Crystale Bouvier-Montgomery et Brenda Montgomery. Cette émission a pour but de « redonner une apparence humaine aux erreurs de la nature » comme l'a dit Crystale. Lors du premier épisode, Crystale et Brenda ont fait la transformation de Madge. (Diffusé lors de l’épisode 11 de la saison 2)
- Drame médical : série créée par Brett alors qu'il était directeur de la station de télévision. On y raconte l'histoire de Brett et Ashley qui tentent de sauver une patiente. Malheureusement, elle meurt à chaque fois, car le stylo de Brett n'écrit plus. Les trois seuls acteurs de cette série sont Brett, Ashley et Crystale, jouant le rôle de la patiente.
- Shopping Saint-Andrews : émission diffusée tout au long de la série. En effet, les personnages font parfois une pause afin de faire une publicité pour un produit de Shopping Saint-Andrews, et ce, à n'importe quel moment de la série. On peut y acheter trois articles :
  - Le Fourre-Tout Viril qui a permis à Brett de sortir de sa tombe ;
  - La Discrète Bague Tortue dans laquelle Brad a dissimulé un poison pour Ashley ;
  - La Superbe Broche de Noël avec laquelle Criquette a tenté de se sauver de la Falaise de la Mort.

## Épisodes
Les titres des épisodes 6 et 7 pour la saison 1 sont différents sur le coffret DVD et sur le site Web officiel. Les vrais titres sont écrits sur le site officiel.

### Première saison (2005)
1. La mort de Doug
2. Le retour d'Ashley
3. Le testament de Doug
4. La mystérieuse Becky
5. L'épidémie à St-Andrews
6. À la recherche de Brett
7. Les tragiques retrouvailles de Brett et Criquette
8. La naissance d'un Montgomery
9. La demande en mariage
10. Le rival des Montgomery
11. Criquette en Péril
12. L'assaillant de Criquette démasqué
13. Brett et Criquette face à leur destin

### Deuxième saison (2006)
1. L'héritière des Montgomery
2. La déchéance de Criquette
3. La résurrection de Brett
4. Criquette à la rescousse de Saint-Andrews
5. À la recherche de Becky
6. Le secret de Criquette
7. La supercherie de Brad
8. L'ambition de Criquette
9. Attentat à Saint-Andrews
10. L'ange de Saint-Andrews
11. Tragédie aérienne à Saint-Andrews
12. Périple infernal dans le désert (avec Le Sketch culte Faites étoile)
13. Noël chez les Montgomery

### Troisième saison (2007)
1. La résurrection des Montgomery
2. Le rapt de Doug Doug
3. Un amour en péril
4. Criquette suspendue entre la vie et la mort
5. Le retour inattendu de Brenda
6. Le mystérieux mystère entourant la mystérieuse maîtresse du mystérieux Brett
7. À la rescousse de Doug Doug
8. À la poursuite de Ridge
9. Pour l'amour de Doug Doug
10. La félicité de Criquette
11. La fabuleuse interview de Megan
12. La malédiction des Montgomery
13. Le somptueux bal des Montgomery

## Personnages par épisode

### Saison 1
|                     | Ep. 1 | Ep. 2 | Ep. 3 | Ep. 4 | Ep. 5 | Ep. 6 | Ep. 7 | Ep. 8 | Ep. 9 | Ep. 10 | Ep. 11 | Ep. 12 | Ep. 13 |
| ------------------- | ----- | ----- | ----- | ----- | ----- | ----- | ----- | ----- | ----- | ------ | ------ | ------ | ------ |
| Brett               | ✓     | ✓     | ✓     | ✓     | ✓     | ✓     | ✓     | ✓     | ✓     | ✓      | ✓      | ✓      | ✓      |
| Criquette           | ✓     | ✓     | ✓     | ✓     | ✓     | ✓     | ✓     | ✓     | ✓     | ✓      | ✓      | ✓      | ✓      |
| Brad                | ✓     | ✓     | ✓     | ✓     | ✓     | ✓     | ✓     | ✓     | ✓     | ✓      |        | ✓      | ✓      |
| Ridge               | ✓     | ✓     | ✓     | ✓     | ✓     | ✓     | ✓     |       | ✓     | ✓      |        | ✓      | ✓      |
| Madge               | ✓     | ✓     | ✓     | ✓     |       | ✓     | ✓     |       | ✓     | ✓      |        |        | ✓      |
| Lewis               | ✓     |       |       | ✓     | ✓     |       | ✓     |       | ✓     | ✓      | ✓      |        | ✓      |
| Ashley              |       | ✓     | ✓     |       | ✓     | ✓     | ✓     | ✓     | ✓     | ✓      | ✓      | ✓      | ✓      |
| Becky               |       |       |       | ✓     | ✓     | ✓     | ✓     | ✓     |       | ✓      |        | ✓      | ✓      |
| Crystale            |       | ✓     | ✓     | ✓     |       |       |       | ✓     | ✓     |        | ✓      |        | ✓      |
| Peter               |       | ✓     | ✓     |       |       |       |       |       |       |        | ✓      | ✓      | ✓      |
| Megan               |       |       |       |       |       |       |       |       |       |        |        | ✓      | ✓      |
| Révérend MacDougall |       | ✓     |       |       |       |       |       |       | ✓     |        |        |        | ✓      |
| Britany             |       |       |       |       |       | ✓     | ✓     |       |       |        |        |        |        |
| Melody              |       |       | ✓     |       |       |       |       |       |       |        |        | ✓      |        |
| Brooke              |       |       |       |       |       |       |       |       | ✓     | ✓      |        |        |        |
| Brock               |       |       |       |       |       |       |       |       |       | ✓      |        |        |        |
| Doug                | ✓     |       |       |       |       |       |       |       |       |        |        |        |        |
| Flatsy              |       |       |       |       |       |       |       |       | ✓     |        | ✓      |        |        |

### Saison 2
|                     | Ep. 1 | Ep. 2 | Ep. 3 | Ep. 4 | Ep. 5 | Ep. 6 | Ep. 7 | Ep. 8 | Ep. 9 | Ep. 10 | Ep. 11 | Ep. 12 | Ep. 13 |
| ------------------- | ----- | ----- | ----- | ----- | ----- | ----- | ----- | ----- | ----- | ------ | ------ | ------ | ------ |
| Brett               | ✓     | ✓     | ✓     | ✓     | ✓     | ✓     | ✓     | ✓     | ✓     | ✓      | ✓      | ✓      | ✓      |
| Criquette           | ✓     | ✓     | ✓     | ✓     | ✓     | ✓     | ✓     | ✓     | ✓     | ✓      | ✓      | ✓      | ✓      |
| Brad                | ✓     | ✓     | ✓     | ✓     |       | ✓     | ✓     | ✓     | ✓     | ✓      |        |        | ✓      |
| Ashley              | ✓     | ✓     | ✓     |       | ✓     |       | ✓     | ✓     | ✓     | ✓      |        | ✓      | ✓      |
| Brenda              | ✓     | ✓     | ✓     | ✓     | ✓     | ✓     |       |       | ✓     |        | ✓      | ✓      | ✓      |
| Madge               |       | ✓     | ✓     | ✓     | ✓     | ✓     | ✓     | ✓     | ✓     |        | ✓      | ✓      | ✓      |
| Ridge               | ✓     | ✓     | ✓     | ✓     |       | ✓     | ✓     |       | ✓     | ✓      |        | ✓      | ✓      |
| Lewis               |       | ✓     | ✓     | ✓     | ✓     |       | ✓     | ✓     |       |        | ✓      | ✓      | ✓      |
| Crystale            | ✓     | ✓     |       | ✓     |       |       |       |       | ✓     |        | ✓      |        | ✓      |
| Megan               | ✓     | ✓     | ✓     | ✓     |       |       |       |       |       | ✓      |        |        | ✓      |
| Peter               |       |       |       |       |       |       | ✓     | ✓     |       | ✓      |        |        | ✓      |
| Becky               |       |       |       |       | ✓     | ✓     |       |       |       |        |        | ✓      | ✓      |
| Bo                  | ✓     |       | ✓     |       |       |       |       |       |       |        |        |        | ✓      |
| Britany             |       |       |       | ✓     | ✓     |       |       |       |       |        |        |        | ✓      |
| Révérend MacDougall |       |       |       |       |       | ✓     |       |       | ✓     |        |        |        | ✓      |
| Drucilla            |       |       |       |       |       |       |       |       |       | ✓      |        |        | ✓      |
| Bat                 |       |       |       |       |       |       |       |       |       |        |        | ✓      |        |
| Googie              |       |       |       |       |       |       |       |       |       |        | ✓      |        |        |
| Flatsy              |       |       |       |       | ✓     |       |       |       |       |        |        |        |        |

### Saison 3
|                     | Ep. 1 | Ep. 2 | Ep. 3 | Ep. 4 | Ep. 5 | Ep. 6 | Ep. 7 | Ep. 8 | Ep. 9 | Ep. 10 | Ep. 11 | Ep. 12 | Ep. 13 |
| ------------------- | ----- | ----- | ----- | ----- | ----- | ----- | ----- | ----- | ----- | ------ | ------ | ------ | ------ |
| Brett               | ✓     | ✓     | ✓     | ✓     | ✓     | ✓     | ✓     | ✓     | ✓     | ✓      | ✓      | ✓      | ✓      |
| Criquette           | ✓     | ✓     | ✓     | ✓     | ✓     | ✓     | ✓     | ✓     | ✓     | ✓      | ✓      | ✓      | ✓      |
| Madge               | ✓     | ✓     | ✓     | ✓     | ✓     | ✓     | ✓     | ✓     | ✓     | ✓      | ✓      | ✓      | ✓      |
| Brad                |       | ✓     | ✓     | ✓     | ✓     | ✓     |       | ✓     |       |        | ✓      |        | ✓      |
| Ashley              | ✓     |       | ✓     | ✓     | ✓     | ✓     | ✓     | ✓     | ✓     | ✓      |        | ✓      | ✓      |
| Lewis               | ✓     | ✓     | ✓     |       | ✓     | ✓     | ✓     | ✓     | ✓     | ✓      | ✓      | ✓      | ✓      |
| Ridge               | ✓     | ✓     | ✓     | ✓     | ✓     | ✓     | ✓     | ✓     |       | ✓      |        | ✓      | ✓      |
| Brenda              | ✓     | ✓     |       |       | ✓     | ✓     | ✓     |       | ✓     | ✓      | ✓      | ✓      | ✓      |
| Crystale            | ✓     | ✓     |       |       |       | ✓     |       |       | ✓     | ✓      | ✓      |        | ✓      |
| Megan               |       | ✓     |       | ✓     | ✓     |       |       |       | ✓     |        | ✓      |        | ✓      |
| Britany             |       | ✓     | ✓     |       |       |       |       |       |       |        |        | ✓      | ✓      |
| Pétèr               |       |       |       | ✓     |       |       |       |       | ✓     | ✓      |        |        | ✓      |
| Révérend MacDougall |       |       | ✓     |       |       |       |       |       |       |        |        | ✓      | ✓      |
| Bo                  |       |       |       |       |       |       | ✓     | ✓     | ✓     |        |        |        |        |
| Becky               |       |       |       |       |       |       |       | ✓     |       |        | ✓      |        | ✓      |
| Drucilla            |       |       |       | ✓     |       |       |       |       |       |        |        |        | ✓      |
| Clifford            |       |       |       |       |       |       |       |       |       |        |        | ✓      | ✓      |

## Commentaires
Le cœur a ses raisons est une parodie des soap operas américains comme Top Modèles ou encore Les Feux de l'amour. Tous les archétypes de ce genre d'émissions sont présents, notamment les histoires aux nombreux rebondissements pas toujours crédibles, les personnages riches et beaux, les génériques où les personnages ont les cheveux agités par le vent (dans celui du Cœur, les personnages se trouvent pourtant en intérieur), les ambiances sonores et les costumes des soap operas (la tenue de Madge est la copie exacte de celle d'Esther dans Les Feux de l'amour). Ce feuilleton est né le 20 septembre 2001 dans de courtes capsules humoristiques diffusées à l'intérieur de l'émission Le Grand Blond avec un show sournois. Les 17 premières aventures de Brett, Brad, Criquette et Ashley sont donc antérieures à la première saison de la série.
Dans l’univers de Le cœur a ses raisons, l’une des intrigues récurrentes tourne autour de la prise de contrôle de la Montgomery International, une entreprise de cosmétique. On peut établir un parallèle avec la série les Feux de l'amour dans laquelle les Industries Chancellor, Jabot et Newman Entreprise, sociétés spécialisées dans les cosmétiques sont au centre des luttes de pouvoir.
L'accent des personnages n'a aussi rien à voir avec le français parlé au Québec ; les acteurs veulent imiter l'accent français des doublages de feuilletons américains tels qu'ils sont présentés au Canada. Criquette Rockwell semble aussi avoir beaucoup de difficulté à prononcer et à différencier les sons //in//, //en// et //on//, d'où sa fameuse citation : « N'oubliez pas de donner des dons pour les abandons d'enfants » (N'oubliez pas de donner des dins pour les abindins d'infints).
Le 14 juin 2007, le tournage de l'émission fut interrompu pendant une journée du fait d'une grève spontanée des artistes de l'Union des artistes qui était en négociation pour le renouvellement de la convention collective et qui revendiquaient le droit aux redevances sur les diffusions par le biais des nouveaux médias : téléphone cellulaire, Internet, etc.
La série connaît un grand succès : le premier coffret DVD est écoulé à plusieurs dizaines de milliers d'exemplaires en un mois au Québec, et la deuxième saison est commandée 828 300 fois avec la vidéo sur demande de Illico (Vidéotron). Toutefois, la production de la série est suspendue en décembre 2007 à la suite de cotes d'écoute plus faibles pour la troisième saison.

## Récompenses

### Prix décernés en 2005
Le 20e gala des prix Gémeaux
- Meilleur premier rôle masculin dans une comédie pour Marc Labrèche
- Meilleur premier rôle féminin dans une comédie pour Anne Dorval
- Meilleure création de costumes pour toutes catégories

### Prix décernés en 2006
Le 21e gala des prix Gémeaux
- Meilleur premier rôle masculin dans une comédie pour Marc Labrèche
- Meilleur premier rôle féminin dans une comédie pour Anne Dorval

Le 28e gala de l'ADISQ
- Émission de télévision de l'année - Humour

Gala Artis
- Meilleur comédien dans une émission humoristique pour Marc Labrèche

Gala Les Olivier
- Comédie de situations de l'année

Association canadienne des radiodiffuseurs (ACR)
- Autopublicité : émission ou série canadienne

### Prix décernés en 2007
Gala Les Olivier
- Comédie de situations de l'année

Gala Artis
- Meilleur comédien dans une émission humoristique pour Marc Labrèche

### Prix décernés en 2008
Gala Les Olivier
- Comédie de situations de l'année

Gala des Gémeaux
- Meilleur premier rôle masculin dans une comédie pour Marc Labrèche

## DVD

### Québec
- Saison 1 : 15 novembre 2005
- Saison 2 : 17 octobre 2006
- Saison 3 : 11 décembre 2007
- Saisons 1 à 3 : 11 novembre 2008

### France
La série est distribuée par France Télévisions Distribution.
- Amour, Gloire & Botox - Saison 1 : 10 septembre 2008
- Le Destin de Brenda - Saison 2 : 4 décembre 2008
- Les Feux de l'humour - Saison 3 : 24 mars 2009
- Intégrale de la série - Saisons 1 à 3 : 25 novembre 2009

## Série d'origine et série dérivée
- Le cœur a ses raisons est une série dérivée de l'émission Le Grand Blond avec un show sournois (2000-2003). C'est dans cette émission que sont apparus pour la première fois Criquette, Brett, Brad, Ashley, l’avocate Mélody et l’infirmière Drucilla, sous forme de brefs épisodes de durées irrégulières de moins de 10 minutes. La série autonome (2005-2007) est un redémarrage du récit, dont la série d'origine ne fait pas partie du récit plus élaboré qui y a succédé, et le contredit de plusieurs façons.
- De 2008 à 2011, après l'arrêt de la série, Marc Labrèche a présenté une émission, 3600 secondes d'extase, où il a intégré les personnages de Clifford Montgomery et de Brenda Montgomery.